# کیلبوورن (لوئیزیانا)
کیلبوورن (به انگلیسی: Kilbourne) شهری در ایالت لوئیزیانا کشور ایالات متحده آمریکا است که جمعیت آن در سرشماری سال ۲۰۱۰ میلادی، ۴۱۶ نفر بوده‌است.